# 胡安·罗曼·里克尔梅
胡安·罗曼·里克尔梅（Juan Román Riquelme，1978年6月24日—），1978年出生於阿根廷首都布宜諾斯艾利斯附近的圣费尔南多，2007年獲外借回成名球會小保加，其後正式加盟。 他最後效力於阿根廷青年。2015年1月25日，他在ESPN正式宣佈退役。世界足壇最佳阿根廷巨星之一。

## 生涯
當里克尔梅效力球隊小阿根廷人時，阿根廷兩大球會小保加及河床早已對他虎視眈眈。作為一位博卡青年擁躉，他在1995年以80萬美元轉會費加盟博卡青年。
1996年11月10日，列基美首次在阿根廷甲組聯賽亮相（博卡青年 2-0 聖達菲），並且在兩星期後的比賽取得首個聯賽入球（小保加 6-0 烏拉坎）。
1997年，里克尔梅帶領阿根廷U-20國家隊贏得世青盃冠軍。
效力博卡青年其間，里克尔梅帶領球隊獲得多個榮譽，包括3次阿根廷甲組聯賽冠軍（1998年春季、1999年秋季、2000年春季）、2次南美自由盃冠軍（2000年、2001年）和1次豐田盃冠軍（2000年）。里克尔梅憑著在2000年代初的卓越表現，獲得2001年南美足球先生，和2000年及2001年阿根廷年度最佳球員等多個榮譽。
國家隊方面，里克尔梅在1997年11月16日首次代表阿根廷出战，对手是哥伦比亚队。可惜他未能入選代表國家隊參加法國世界盃和日韓世界盃，而2002年的那一屆，賽前奪標呼聲很高的阿根廷國家隊，也不幸在分組賽意外出局。
經過在阿根廷七年的職業足球生涯，這位中場球員在2002年從小保加轉投西甲勁旅巴塞隆拿，轉會费高達900萬欧元。不過，他在巴塞隆拿得不到當時主教练范加尔的重用，而他的踢法常被指並不適合巴塞的球風，故令他感到適應困難。當巴西球員朗拿甸奴加盟後出現位置重疊，結果列基美黯然被外借到維拉利爾。
轉投維拉利爾是列基美最明智的決定，他在場內的洞察力和位置感早已被維拉利爾肯定。先是在2004年協助球會贏得圖圖盃冠軍。繼而在2004-05年球季，他個人亦以15個入球和11次助攻為維拉利爾取得西甲聯賽第三位，這是球會一個極成功的球季。季末，西班牙體育報章Marca （页面存档备份，存于）選出列基美為“最富藝術性球員”。為挽留這位借用球員，維拉利爾以500萬歐元向巴塞隆拿購入列基美的擁有權，為期4年。
2006年，列基美帶領維拉利爾殺入歐洲聯賽冠軍盃四強，敗於英超球隊阿仙奴出局，他在第二場比賽原本有一個能靠十二碼追平比數的機會，卻被萊曼擋掉。由於在球會表現出眾，列基美也順理成章地首次入選探戈軍團出席德國世界盃決賽週。當時阿根廷的主教練，正是他在世青盃奪冠時的恩師何塞·佩克尔曼。
同年6月30日，列基美帶領探戈軍團殺入德國世界盃最後八強，卻被最後季軍兼東道主德國隊所擊敗，再次於十二碼PK中敗在萊曼的手下（雖然這次里克爾梅並沒有參與PK戰），也重演1990年意大利世界盃決賽的結局。9月13日，列基美為了照顧患病的母親而正式決定退出國家隊。
2007年2月，由于与教练关系紧张，列基美被維拉利爾租借到了母會小保加，为期5个月。在那里，他成功的帮助球队获得了2007年南美解放者杯冠军，同时他也获得了2007年南美解放者杯最有价值球员称号。同年，里克尔梅重新披上阿根廷国家队战袍，参加美洲杯的比赛，他仍然是球队灵魂人物，共射进5球，位列射手榜第二位，也協助阿根廷殺入決賽，最終敗於宿敵巴西隊而奪得亞軍。
2008年，是里克尔梅豐收的一年，他為小保加贏得阿根廷甲組聯賽（春季）和南美优胜者盃冠軍，並隊長身份代表阿根廷奧運隊參加北京奧運會男子足球比賽，成功衛冕冠軍。順理成章，他也成為該年的阿根廷足球先生得主，繼2000年和2001年後第三次奪得該獎項。
在2010南非世界盃预选赛，阿根廷经历了巴西莱和马拉多纳时期。2008年10月17日，在客场0:1不敌智利后，由于对更衣室失去控制，巴西莱宣布辞职。足协宣布马拉多纳上任。上任伊始，新教练并没有把博卡中场的名字写入和苏格兰以及法国比赛的大名单中，以及随后两人关于里克尔梅在国家队位置定位的矛盾，里克尔梅抛出了一句狠话："只要马拉多是国家队的主教练，我就不会回来"。令人感到惊讶的是，里克尔梅的名字还是出现在和委内瑞拉的世界杯预选赛大名单中。预选赛和秘鲁的生死战前，马拉多纳向媒体表达“他要回来，随时都可以”，但是里克尔梅依然态度强硬。随着阿根廷顺利地从世界杯预选赛出线，这位中场组织者就此失去了参加世界杯的机会。
雖然里克尔梅曾為阿根廷U-20國家隊和奧運隊贏過世青盃和奧運會冠軍，但始終未能為阿根廷成年國家隊贏得過錦標。

## 國際賽入球
| #   | 日期           | 地點                 | 對手     | 賽果 | 勝和負 | 比賽                      |
| --- | -------------- | -------------------- | -------- | ---- | ------ | ------------------------- |
| 1.  | 2003年4月30日  | 利比亞的黎波里       | 利比亞   | 3-1  | 勝     | 友賽                      |
| 2.  | 2004年11月17日 | 阿根廷布宜諾斯艾利斯 | 委內瑞拉 | 3-2  | 勝     | 德國世界盃 南美洲區外國賽 |
| 3.  | 2005年6月8日   | 阿根廷布宜諾斯艾利斯 | 巴西     | 3-1  | 勝     | 德國世界盃 南美洲區外國賽 |
| 4.  | 2005年6月15日  | 德國科隆             | 突尼西亞 | 2-1  | 勝     | 2005年洲際國家盃          |
| 5.  | 2005年6月18日  | 德國紐倫堡           |          | 4-2  | 勝     | 2005年洲際國家盃          |
| 6.  | 2005年6月21日  | 德國紐倫堡           | 德国     | 2-2  | 和     | 2005年洲際國家盃          |
| 7.  | 2005年10月9日  | 阿根廷布宜諾斯艾利斯 | 秘魯     | 2-0  | 勝     | 德國世界盃 南美洲區外國賽 |
| 8.  | 2005年11月16日 | 卡塔爾多哈           |          | 3-0  | 勝     | 友賽                      |
| 9.  | 2007年7月2日   | 委內瑞拉马拉开波     | 哥伦比亚 | 4-2  | 勝     | 2007年美洲國家盃          |
| 10. | 2007年7月2日   | 委內瑞拉马拉开波     | 哥伦比亚 | 4-2  | 勝     | 2007年美洲國家盃          |
| 11. | 2007年7月8日   | 委內瑞拉Barquisimeto | 秘魯     | 4-0  | 勝     | 2007年美洲國家盃          |
| 12. | 2007年7月8日   | 委內瑞拉Barquisimeto | 秘魯     | 4-0  | 勝     | 2007年美洲國家盃          |
| 13. | 2007年7月11日  | 委內瑞拉Puerto Ordaz | 墨西哥   | 3-0  | 勝     | 2007年美洲國家盃          |
| 14. | 2007年10月13日 | 阿根廷布宜諾斯艾利斯 | 智利     | 2-0  | 勝     | 南非世界盃 南美洲區外國賽 |
| 15. | 2007年10月13日 | 阿根廷布宜諾斯艾利斯 | 智利     | 2-0  | 勝     | 南非世界盃 南美洲區外國賽 |
| 16. | 2007年10月17日 | 阿根廷布宜諾斯艾利斯 | 玻利维亚 | 3-0  | 勝     | 南非世界盃 南美洲區外國賽 |
| 17. | 2007年10月17日 | 阿根廷布宜諾斯艾利斯 | 玻利维亚 | 3-0  | 勝     | 南非世界盃 南美洲區外國賽 |

## 榮譽
- 小保加
  - 南美自由盃冠軍：2000年、2001年、2007年
  - 阿根廷甲組聯賽冠軍：1998年春季、1999年秋季、2000年春季、2008年春季
  - 洲際盃（豐田盃）冠軍：2000年
  - 南美优胜者盃冠軍：2008年

- 維拉利爾
  - 圖圖盃冠軍：2004年

- 阿根廷奧運隊
  - 北京奧運會男子足球金牌：2008年

- 阿根廷U-20國家隊
  - 世青盃冠軍：1997年

- 阿根廷國家隊
  - 联合会杯亞軍：2005年
  - 美洲國家盃亞軍：2007年

- 個人
  - 南美足球先生：2001年
  - 阿根廷足球先生：2000年、2001年、2008年
  - 南美自由盃最有價值球員：2007年
  - 联合会杯金球獎：2005年

## 外部連結
- Juan Roman Riquelme tribute site
- 小保加時代的列基美
- 列基美與維拉利爾訂下四年合約[永久]
- 阿根廷足球總會網頁 （页面存档备份，存于）
- 里克尔梅图片文件